# Maine 300
Maine 300, var ett Nascar-lopp ingående i Nascar Grand National Series (nuvarande Nascar Cup Series) som kördes 1966-1968  på den 0,333 mile (535,911 m) långa ovalbanan Oxford Plains Speedway i Oxford i Maine.

## Tidigare namn
- Maine 100 (1966)

## Vinnare genom tiderna
| Säsong | Datum   | Nr | Förare        | Team/Ägare        | Konstruktör | Distans | Distans          | Tid     | Snitthastighet (mph) | Rapport | Ref   |
| Säsong | Datum   | Nr | Förare        | Team/Ägare        | Konstruktör | Varv    | Miles (km)       | Tid     | Snitthastighet (mph) | Rapport | Ref   |
| ------ | ------- | -- | ------------- | ----------------- | ----------- | ------- | ---------------- | ------- | -------------------- | ------- | ----- |
| 1966   | 12 juli | 2  | Bobby Allison | JD Bracken        | Chevrolet   | 300     | 99,900 (160,773) | 1:45.40 | 56,782               | Rapport | [ 1 ] |
| 1967   | 11 juli | 2  | Bobby Allison | JD Bracken        | Chevrolet   | 300     | 99,900 (160,773) | 1:37.15 | 61.697               | Rapport | [ 2 ] |
| 1968   | 9 juli  | 43 | Richard Petty | Petty Enterprises | Plymouth    | 300     | 99,900 (160,773) | 1:34.10 | 63,717               | Rapport | [ 3 ] |

## Raferenser
1. ↑  ”1966 Maine 100” (på engelska). Racing-Reference. Nascar Digital Media. https://www.racing-reference.info/race-results/1966_Maine_100/W. Läst 5 april 2025.
2. ↑  ”1967 Maine 300” (på engelska). Racing-Reference. Nascar Digital Media. https://www.racing-reference.info/race-results/1967_Maine_300/W. Läst 5 april 2025.
3. ↑  ”1968 Maine 300” (på engelska). Racing-Reference. Nascar Digital Media. https://www.racing-reference.info/race-results/1968_Maine_300/W. Läst 5 april 2025.